# Die Summe meiner einzelnen Teile
Die Summe meiner einzelnen Teile ist ein deutscher Film des österreichischen Regisseurs Hans Weingartner aus dem Jahr 2011. Das Filmdrama schildert das Schicksal des jungen Mathematikers Martin Blunt, der nach einer stationären Behandlung in der Psychiatrie vor dem Nichts steht.
Hans Weingartner, der sich bereits 2001 in seinem Film Das weiße Rauschen mit psychischer Erkrankung befasst hat, siedelt seine Geschichte am Rande der Gesellschaft an, wo der Protagonist zusätzlich mit Armut und Obdachlosigkeit konfrontiert ist.

## Handlung
Nach einem sechsmonatigen Aufenthalt in der Psychiatrie verliert Martin seine Stelle, holt seine Sachen von der Exfreundin ab und isoliert sich. Er fühlt sich verfolgt und es fällt ihm immer schwerer, die Wirklichkeit mit seinen Zahlen zu bändigen. Jenseits der Zahlenkolonnen, am Rande der Stadt trifft er auf einen geheimnisvollen Jungen namens Viktor, der nur russisch spricht. Gemeinsam flüchten sie in den Wald. Fern von den Zwängen des Alltags beginnen sie ein neues Leben, bauen eine Hütte, werden Freunde. Sie streifen durch den Wald, über Wiesen und an Seeufer, erleben die in Millionen Farben glitzernde Wildnis. Doch es ist nur eine Frage der Zeit, bis man Martin auch dort finden wird.
Nachdem ihn ein Förster entdeckt hat und seine Hütte zerstören lässt, wird Martin verhaftet, kann aber vor seiner erneuten Einweisung in die Psychiatrie fliehen. Auf der Flucht entwendet er die Dienstwaffe eines Polizisten und erpresst damit Geld bei einem wohlhabenden Mann, der ihn Monate zuvor angefahren und Unfallflucht begangen hatte. Mit dem Geld will er gemeinsam mit seinem Freund Viktor und einer jungen Frau, die er kennengelernt hat, nach Portugal in eine Hippie-Kommune fahren. Schon auf dem Weg dorthin holt ihn die Wirklichkeit ein letztes Mal ein.

## Auszeichnungen
Nominierung beim Deutschen Filmpreis 2012 in den Kategorien „Beste Regie“ (Hans Weingartner) und „Beste darstellerische Leistung – männliche Hauptrolle“ (Peter Schneider).
Prädikat: Besonders wertvoll.

## Kritik
- Wie er es bereits so exemplarisch in seinem bekanntesten Werk, „Die fetten Jahre sind vorbei“, vorgeführt hat, übt Weingartner auch in „Die Summe meiner einzelnen Teile“ wieder eine Systemkritik, die sich allzu einfach aus dem Gegensatz von Individuum und Gesellschaft ableitet. Vom prügelnden Vater über die strenge Ärztin bis zu den zupackenden Polizisten sind die „Anderen“ ausnahmslos grobe, roboterhaft agierende Stellvertreter des Falschen. Seine starke, packende Seite aber zeigt der Film da, wo er sich seinen beiden Hauptfiguren zuwendet, auf fast irritierend behutsame, ja zärtliche Weise. Wie sie sich umarmen, gegenseitig beschützen, aufeinander achten – in ihrer Beziehung liegt ein Geheimnis, das Weingartner nach und nach enthüllt. Als man es schließlich begreift, weiß man um Martins „Verrücktheit“, sieht aber auch, wie meisterhaft er sich zu schützen versteht.[5]
- In seinem neuen Film knüpft Weingartner inhaltlich wie formal an sein Debüt Das weiße Rauschen (2002) an und erzählt erneut die Geschichte eines psychisch Erkrankten und seiner Aussperrung aus der Gesellschaft. Und dort, wo er sich ganz auf die Darstellung der Wahrnehmung seiner Figur verlässt, da ist Die Summe meiner einzelnen Teile richtig stark. (…) Die Bildsprache und Schneiders einfühlsame Darstellung einer desintegrierten Figur entwerfen eine eindrucksvolle innere und äußere Topografie – schade, dass Weingartner es dabei nicht belässt. (…) Generell scheint Die Summe meiner einzelnen Teile am stärksten gefährdet, wenn viel geredet wird. Speziell in den „institutionellen“ Dialogen wie mit Martins früherem Chef, mit dem Gerichtsvollzieher oder mit der Therapeutin kippt der Ton schnell in steife Beweisführung, bei der gerade der offiziellen Seite die Worte wie in den Mund gelegt scheinen. Böswillig könnte man sagen, dem Film tut es gut, dass er sich größtenteils auf das deutsch-russische Radebrechen zwischen Martin und Viktor konzentriert. (…) Doch es mag müßig sein, einem Weingartner-Film seine Weingartnerismen vorzuwerfen.[6]
- Auch wenn der Film sich streckenweise viel Zeit lässt, nimmt er den Zuschauer mit neuen Ereignissen und Zwischenfällen stets gefangen. Konsequent und präzise schildert Weingartner, Regisseur von DIE FETTEN JAHRE SIND VORBEI, das Schicksal der Protagonisten und macht daran seine prinzipielle Kritik an Institutionen fest. Peter Schneider verkörpert diese gescheiterte Existenz beeindruckend. Ein klug inszeniertes aufwühlendes Drama, das auch durch sein offenes Ende viel Raum für eigene Interpretation und Betrachtungen lässt.[7]